# Czarodziejska cukiernia Alicji
Czarodziejska cukiernia Alicji (ang. Alice’s Wonderland Bakery, od 2022) – amerykański serial animowany wyprodukowany przez wytwórnię Disney Television Animation, bazowany na podstawie filmu Alicja w Krainie Czarów z 1951 roku. Serial wykonany techniką trójwymiarową CGI.
Premiera serialu odbyła się w Stanach Zjednoczonych 9 lutego 2022 na amerykańskim Disney Junior. W tym samym dniu pierwsze sześć odcinków serialu pojawiły się wcześnie na platformie streamingowej Disney+ w wybranych krajach. W Polsce serial zadebiutował 4 czerwca 2022 na antenie polskiego Disney Junior.
W kwietniu 2022 roku ogłoszono, że serial otrzymał zamówienie na drugi sezon.

## Fabuła
Serial opisuje perypetie Alicji – prawnuczki oraz imienniczki oryginalnej bohaterki, która pracuje jako piekarka w Czarodziejskiej Cukierni. Główna bohaterka razem ze swoimi przyjaciółmi: białym królikiem Fergiem, szalonym kapelusznikiem Hattiem i księżniczką Kier Różową Księżniczką przyrządzają ciasta i smakołyki dla mieszkańców za pomocą zaczarowanych narzędzi gotowania i składników.

## Obsada
- Libby Rue – Alicja
- CJ Uy – Hattie
- Jack Stanton – Fergie
- Abigail Estrella – Różowa Księżniczka
- Secunda Wood – Cookie
- Audrey Wasilewski – Dinah
- Eden Espinosa – Królowa Serc
- Jon Secada – Król Kier
- Donald Faison – Marcowy Zając Harry
- Max Mittelman – Kot z Cheshire

## Spis odcinków

### Seria 1 (od 2022)
| Nr | Tytuł                                           | Tytuł polski                                               | Premiera         | Premiera w Polsce    |
| -- | ----------------------------------------------- | ---------------------------------------------------------- | ---------------- | -------------------- |
| 1  | Unforgettable Unbirthday / Picnic for One       | Niezapomniane nie-urodziny / Jednoosobowy piknik           | 9 lutego 2022    | 4 czerwca 2022       |
| 2  | Try Again Tart / Pie Pressure                   | Najpyszniejsza tarta / Pod presją                          | 10 lutego 2022   | 5 czerwca 2022       |
| 3  | No Palace Like Home / A Royal Remembrance       | Nie ma jak w domu / Królewskie wspomnienie                 | 11 lutego 2022   | 11 czerwca 2022      |
| 4  | Alice’s Stormy Afternoon / Into the Tulgey Wood | Burzowe popołudnie Alicji / Wyprawa do Lasu Tulibulw       | 18 lutego 2022   | 12 czerwca 2022      |
| 5  | Gallymoggers Granola / Sour Grapes              | Kuriozalna granola / Kwaśne winogrona                      | 25 lutego 2022   | 18 czerwca 2022      |
| 6  | Cookie’s Day Off / Picture Furfect              | Dzień wolny Kuchci / Zdjęcie idealne                       | 4 marca 2022     | 19 czerwca 2022      |
| 7  | Order Up! / Teeny-Tiny Venture                  | Zamówienie / Malusieńka przygoda                           | 11 marca 2022    | 25 czerwca 2022      |
| 8  | Another Alice / Fergie Plays the Palace         | Druga Alicja / Felek gra w pałacu                          | 18 marca 2022    | 26 czerwca 2022      |
| 9  | Dodo Dilemma / Horsin’ Around                   | Dodo dylemat / Końskie harce                               | 25 marca 2022    | 1 października 2022  |
| 10 | Potato Potahto / Hattie’s Inside-out Cake       | Ziemniak czy kartofel? / Tort na odwrót Kapka              | 1 kwietnia 2022  | 2 października 2022  |
| 11 | Easy Breezy / Walk the Jabberwock               | Nic trudnego / Spacer z Żaberzwłokiem                      | 8 kwietnia 2022  | 8 października 2022  |
| 12 | Roamin’ Holiday / The Proof is in the Pudding   | Wycieczka po Krainie / Budyniowy dowód                     | 15 kwietnia 2022 | 9 października 2022  |
| 13 | A Royally Mad Tea Party / Jojo’s Bye-Bye Party  | Królewsko szalony podwieczorek / Pożegnalne przyjęcie Jojo | 29 kwietnia 2022 | 15 października 2022 |
| 14 | Fergie Suits Up / Look Who’s Knocking           | Kandydat na karto-strażnika / Puk puk, kto tam?            | 13 maja 2022     | 16 października 2022 |
| 15 | A Special Blend / The Princess and the Hare     | --- / ---                                                  | 10 czerwca 2022  | nieemitowany         |
| 16 | Meet the Tweedles / A Very Wonderland Wedding   | --- / ---                                                  | 1 lipca 2022     | nieemitowany         |